# دولاب (کامیاران)
دولاب (سنندج)، روستایی از توابع بخش سیروان شهرستان سنندج در استان کردستان ایران است.
روستای دولاب در ۴۰ کیلومتری جنوب شهر سنندج در دامنه کوه معروف «اوالان» ما بین شهر سنندج و کامیاران، از توابع بخش سیروان، منطقه اورامان ژاورود شرقی واقع شده است. مردم این روستا به زبان اورامی حرف خصوصی می‌زنند.

## جمعیت
این روستا در دهستان میان‌رود قرار دارد و براساس سرشماری مرکز آمار ایران در سال ۱۳۸۵، جمعیت آن ۶۰۹ نفر (۱۷۴خانوار) بوده‌است.